# 字典攻擊
在密码分析和计算机安全方面，字典攻击是一种蛮力攻击，用于破解密码。攻擊者通过尝试数千或数百万种字典中的英文单词和常見的密碼來破解密鑰、密碼或口令。而這些字典中的英文单词或前人使用的密码通常来由过去已破解的數據庫中所洩露。

## 原理
字典攻击會先列出準備字典列表中的所有字符串作為字典攻擊的基礎（最初是直接使用字典中的字詞來組成字典列表，因此被稱為「字典攻擊」） 現在則採用網路上現成且更豐富的字典列表，也包含常見的使用者密碼或已知的其他用戶密碼加入到字典列表中。  也有使用字典攻擊的駭客會使用密碼的變形體，例如用数字代替相似的字母（把to寫成2或是for寫成4等）。
字典攻击主要目標為使用簡單詞彙組成密碼的使用者。字典攻击会成功，主要仰賴大量的詞彙的字典列表或針對個別使用者所訂製的字典列表（例如根據個別使用者的兒女生日姓名等各種生活相關詞彙組成字典列表）。對付字典攻擊的主要防範措施是採用密码管理程序或使用完全隨機的亂碼作為密碼使用，使用特殊字元符號（例如@、#、%）亦可有效防止字典攻擊。